# 臺中市生命禮儀管理處
臺中市生命禮儀管理處為臺中市政府民政局的所屬機關，辦理臺中市殯葬事項、公立殯葬公墓、納骨塔之管理業務。

## 歷史
- 1969年7月1日，臺中市政府成立「臺中市立殯儀館」。11月完工使用，為乙級殯儀館。
- 1998年，升格為甲級殯儀館。
- 1999年7月1日，配合政府政策，將公墓、納骨塔之管理業務併入臺中市立殯儀館。
- 2000年3月24日，改制為「臺中市殯葬管理所」。
- 2010年12月25日臺中縣市合併升格直轄市後，合併大甲鎮立殯儀館、沙鹿鎮立殯葬管理所、大甲火化場、大肚公墓、大肚納骨塔、臺中軍人忠靈祠等設施，改名為「臺中市生命禮儀管理所」。
- 2016年1月1日，升格改制為｢臺中市生命禮儀管理處｣。
- 2017年1月，率先全國實施小靈堂無煙靈位，館內室內靈位禁放香爐，統一插於室外之公用香爐。

## 組織
- 處長
  - 秘書

### 內部行政業務單位
- 綜合企劃課
- 殯葬服務課
- 墓政管理課
- 秘書室
- 會計室
- 人事室
- 政風室

### 所屬單位
- 分處（大雅生命藝術館）：負責管理各地公墓
  - 第一工作站：轄中區、東區、南區、西區、北區、北屯區、西屯區、南屯區、太平區
  - 第二工作站：轄大甲區、大安區、清水區、梧棲區、沙鹿區
  - 第三工作站：轄大里區、霧峰區、烏日區、大肚區、龍井區
  - 第四工作站：轄豐原區、潭子區、石岡區、新社區、東勢區
  - 第五工作站：轄后里區、大雅區、神岡區、外埔區
- 崇德殯儀館（原臺中市立殯儀館）：北區崇德路一段50號
- 東海殯儀館（原臺中火葬場）：西屯區福順路1177號
- 大甲殯儀館：
  - 大甲舊館（原大甲火葬場）：大甲區中山路一段1158巷47號
  - 大甲新館：大甲區中山路一段1158巷51號
- 東勢殯儀館：東勢區勢林街62-7號

### 其他公有設施
- 納骨塔：西屯區：九重塔、慈恩堂、懷恩堂、弘恩堂。太平區：孝思堂、懷恩堂。大甲區：懷賢堂、懷德堂、軍人忠靈祠。大安區：第十公墓納骨塔。清水區：第一納骨堂、第二納骨堂。梧棲區：慈覺祠。沙鹿區：沙鹿區納骨堂。大肚區：大肚山納骨堂。烏日區：功德一堂、功德二堂、第五公墓納骨堂。霧峰區：第四公墓納骨堂。潭子區：石牌納骨堂。豐原區：觀音山納骨堂。東勢區：第一公墓公園化納骨堂。外埔區：生命紀念館、第一納骨堂-孝思堂、第二納骨堂-懷德堂。后里區：第一納骨堂、第二納骨堂。大雅區：橫山懷德堂、大雅生命藝術館。神岡區：崇本堂、陟岵堂。南屯區：第一花園公墓。
- 公墓：共分為21區公墓，由5個工作站管理
- 樹葬區：北屯大坑歸思園（休葬）、神岡崇璞園、大雅楓愛園、清水樹葬追思園區、大甲樹葬區、太平樹葬區
- 臺中市軍人忠靈祠：大甲區成功路310號（鐵砧山風景區內）

## 外部連結
- 臺中市生命禮儀管理處 （页面存档备份，存于）（中文）